# 大鄉線
大鄉線（朝鲜语：／ Taehyang sŏn */?）是朝鮮民主主義人民共和國咸镜北道镜城郡的一條鐵道線路，站點為龙岘站到大鄉站。

## 路线概况
- 距离：
- 车站数：2
- 轨距：1435mm
- 电气化区间：无
- 复线区间：无